# Zemský okres Rhön-Grabfeld
Zemský okres Rhön-Grabfeld (německy Landkreis Rhön-Grabfeld) je zemský okres v německé spolkové zemi Bavorsko, ve vládním obvodu Dolní Franky. Sídlem správy zemského okresu je město Bad Neustadt an der Saale. Má přibližně 77 tisíc obyvatel. 

## Města a obce
Města:
1. Bad Königshofen im Grabfeld
2. Bad Neustadt an der Saale
3. Bischofsheim in der Rhön
4. Fladungen
5. Mellrichstadt
6. Ostheim

Obce:
1. Aubstadt
2. Bastheim
3. Burglauer
4. Großbardorf
5. Großeibstadt
6. Hausen
7. Hendungen
8. Herbstadt
9. Heustreu
10. Höchheim
11. Hohenroth
12. Hollstadt
13. Niederlauer
14. Nordheim vor der Rhön
15. Oberelsbach
16. Oberstreu
17. Rödelmaier
18. Saal an der Saale
19. Salz
20. Sandberg
21. Schönau an der Brend
22. Sondheim
23. Stockheim
24. Strahlungen
25. Sulzdorf an der Lederhecke
26. Sulzfeld
27. Trappstadt
28. Unsleben
29. Willmars
30. Wollbach
31. Wülfershausen